# Walter Hase
Walter Hase (* 6. November 1905; † 9. Juni 2007 in Kiel) war ein deutscher Forstmann. Er ist vor allem als Forsthistoriker hervorgetreten und Autor zweier Standardwerke zur Wald- und Forstgeschichte Schleswig-Holsteins. 

## Leben
Walter Hase, der aus dem Erzgebirge stammte, legte sein Abitur in Leipzig ab. Es folgten Studienjahre in Tübingen, Leipzig und Tharandt, wo er sein forstwissenschaftliches Studium abschloss. Nach der Prüfung für den höheren Privat- und Gemeindeforstdienst 1933 fand er zunächst keine Anstellung. Die folgenden zwei Jahre der Arbeitslosigkeit nutzte er dazu, Studien zur Forstorganisation
und Forstgeschichte in Sachsen zu verfassen.
Nachdem er im Jahr 1938 in den preußischen Staatsdienst übernommen worden war, führte ihn seine berufliche Laufbahn über Thüringen nach Schleswig-Holstein in die Segeberger Heide, von dort in das Regierungsforstamt in Schleswig und schließlich in das Landesforstamt in Kiel, wo Walter Hase im Forsteinrichtungsreferat tätig war und zum Forstmeister ernannt wurde.
Auch in seiner „neuen“ schleswig-holsteinischen Heimat beschäftigte sich Hase mit forstgeschichtlichen Fragestellungen, was zu zahlreichen Veröffentlichungen führte. So stammen alle forstgeschichtlichen Abschnitte in den nach dem Krieg neu aufgestellten Forsteinrichtungswerken der Landesforstverwaltung von ihm. In der Fachzeitschrift Forstarchiv erschienen von ihm unter anderem Abhandlungen über den Anbau von Eiche und Buche sowie von Nadelhölzern in Schleswig-Holstein. Umfangreichere Darstellungen waren die bereits 1953 vorgelegte Untersuchung Waldeigentum und Forstaufsicht in Schleswig-Holstein und die 1964 in der Schriftenreihe Mitteilungen des Deutschen Wetterdienstes erschienene Studie Die Buchenmast in Schleswig-Holstein und ihre Abhängigkeit von der Witterung. 
Auch im Ruhestand setzte Forstmeister a. D. Hase seine Forschungen – die er selbst finanzierte – mit großem Elan fort. Dafür suchte er, der nicht Auto fuhr, Archive und Forstämter mit Bus, Bahn oder zu Fuß auf. Die Früchte seiner jahrzehntelangen historischen Untersuchungen waren die umfangreichen Bücher Beitrag zur Geschichte der Forstverwaltung in Schleswig-Holstein (1981) und Wald- und Forstchronologie Schleswig-Holsteins seit der Nacheiszeit (1997), beides Standardwerke auf ihrem Gebiet. Weitere Aufsätze zur Forstgeschichte veröffentlichte Hase in Fachzeitschriften und Heimatbüchern. Noch im hohen Alter von 95 Jahren legte er im Jahr 2001 drei kleinere Publikationen zu den Kieler Stadtforsten vor. 
Nicht zuletzt in Anerkennung seiner forstgeschichtlichen Arbeiten verlieh ihm die Landesregierung 1981 die Schleswig-Holstein-Medaille. 
Forstmeister a. D. Walter Hase starb am 9. Juni 2007 in Kiel.

## Schriften
- Der Kleinwaldbesitz in der Kreishauptmannschaft Zwickau und die Möglichkeit seines genossenschaftlichen Zusammenschlusses, In: Mitteilungen des Instituts für Forstpolitik an der Forstlichen Hochschule Tharandt (Nr. 2); Aus: Tharandter Forstliches Jahrbuch.1936, Heft 11 und 12, Berlin 1936
- Ausschnitte aus der Geschichte der Gemeindeforsten in Sachsen, Melsdorf, s. a.
- Die Pechsiederei im Vogtlande, Dresden 1939
- Waldeigentum und Forstaufsicht in Schleswig-Holstein, Mitteilungen der Bundesanstalt für Forst- und Holzwirtschaft, Reinbek bei Hamburg (Nr. 31), Berlin 1953
- Ein Beitrag zur Forstgeschichte des ehemaligen Fürstentums Lübeck, Kiel 1961
- Ein Beitrag zur Beschaffung von Holzsämereien in den Landesforsten Schleswig-Holstein, In: Silvae Genetica, 10. Jahrgang, Heft 2/1961
- Die Buchenmast in Schleswig-Holstein und ihre Abhängigkeit von der Witterung, Mitteilungen des Deutschen Wetterdienstes (Nr. 31), Offenbach am Main 1964
- Schäden in den Waldungen Schleswig-Holsteins. Eine Rückschau, Kiel 1974
- Beitrag zur Geschichte der Forstverwaltung in Schleswig-Holstein, Kiel 1981 (ISBN 3-87559-039-2)
- Chronologischer Nachweis über das Auftreten von Forstschädlingen in Schleswig-Holstein, Melsdorf 1989 [Manuskript]
- Wald- und Forstchronologie Schleswig-Holsteins seit der Nacheiszeit, Eutin 1997 (ISBN 3-923457-39-1)
- Zur Geschichte der Kieler Stadtforsten und Ausflugslokale in deren Nähe, Kiel 2001
- Die Geschichte der Kieler Stadtforsten, Kiel 2001
- Was erzählen alte Ansichtspostkarten von Ausflugslokalen in der Nähe der Kieler Stadtforsten?, Kiel 2001
- Die Forsten des ehemaligen Provinzialverbandes Schleswig-Holstein und ihr Begründer Forstdirektor Carl Emeis. In: JbSG 24 (1976), S. 102–114.
- Abriß der Wald- und Forstgeschichte Schleswig-Holsteins im letzten Jahrtausend, Schr. Naturwiss. Ver. Schlesw.-Holst., Bd. 53, S. 83–124, Dez. 1983